# Attenuata merelina
Attenuata merelina är en snäckart som först beskrevs av Dell 1956.  Attenuata merelina ingår i släktet Attenuata och familjen Rissoidae. Inga underarter finns listade i Catalogue of Life.